# Шоколадная паста

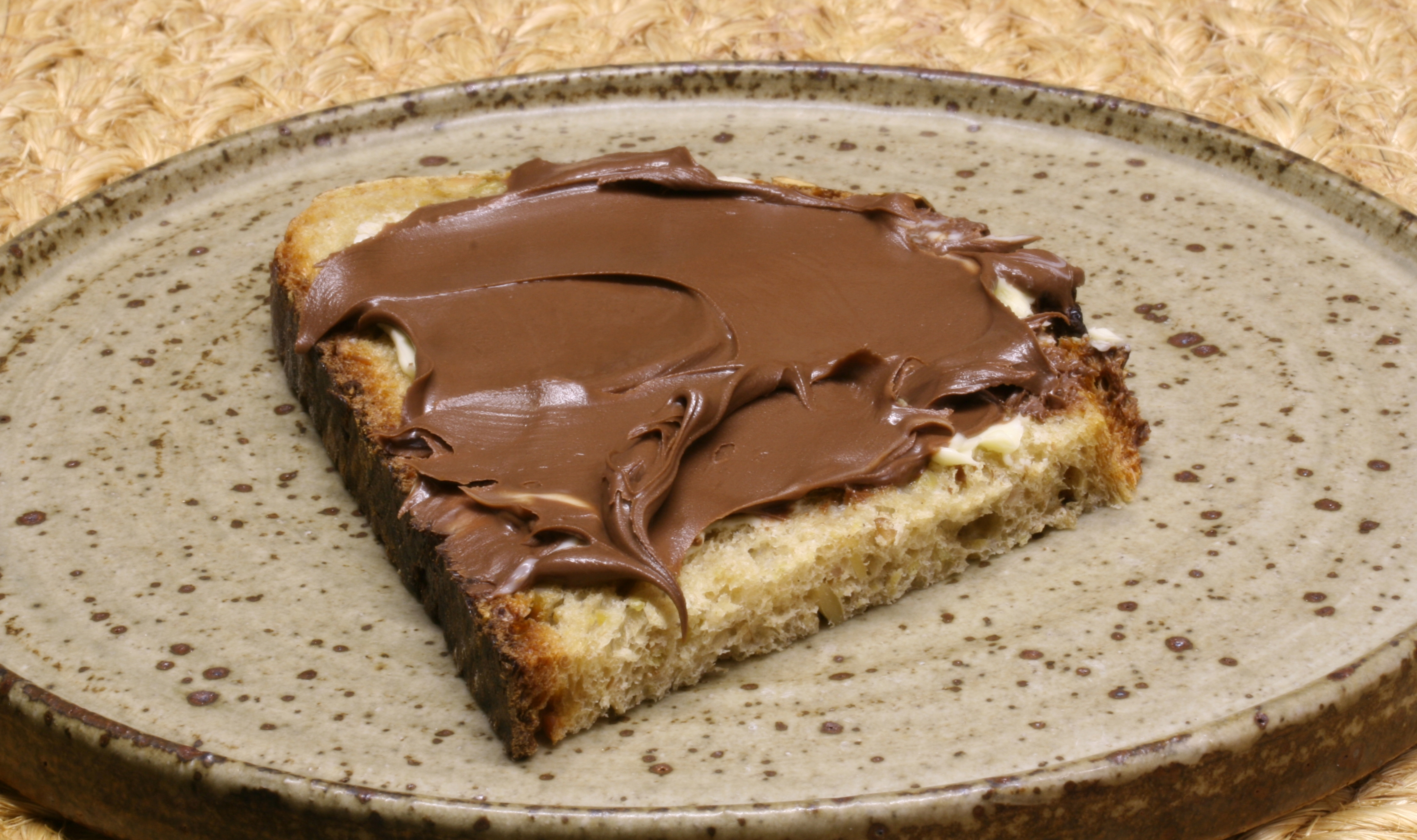
Шоколадная паста, намазанная на хлеб.

Шоколадная паста — сладость, изготовляемая из шоколада и масла, почти всегда с добавлением молотых орехов, имеющая густую, однородную консистенцию. Шоколадная паста с лесными орехами называется джандуйя.
Цвет — насыщенно коричневый, запах сладкий, консистенция тугая. Паста не должна литься, течь или крошиться. В данном десерте массовая доля какао-продуктов должна быть не ниже 12 %. Паста без химических ингредиентов хранится до 6 месяцев. Фасуется в пластмассовые или стеклянные ёмкости (банки), объёмом от 20 до 500 мл. Закрывается фольгой, а затем закатываются крышки.
Джандуйя — фирменное лакомство Турина XIX века. Распространению шоколадной пасты с ореховой составляющей в середине XX века способствовал рост цен на какао-бобы и налогов на шоколад после Второй мировой войны. Создатель наиболее известной шоколадно-ореховой пасты Nutella — кондитер Пьетро Ферреро. Утверждается, что изобрел он этот десерт случайно, пытаясь придумать, как можно продать растаявшие и потерявшие форму шоколадные конфеты. Решение состояло в том, чтобы намазать шоколадно-ореховую конфетную массу на белый хлеб.

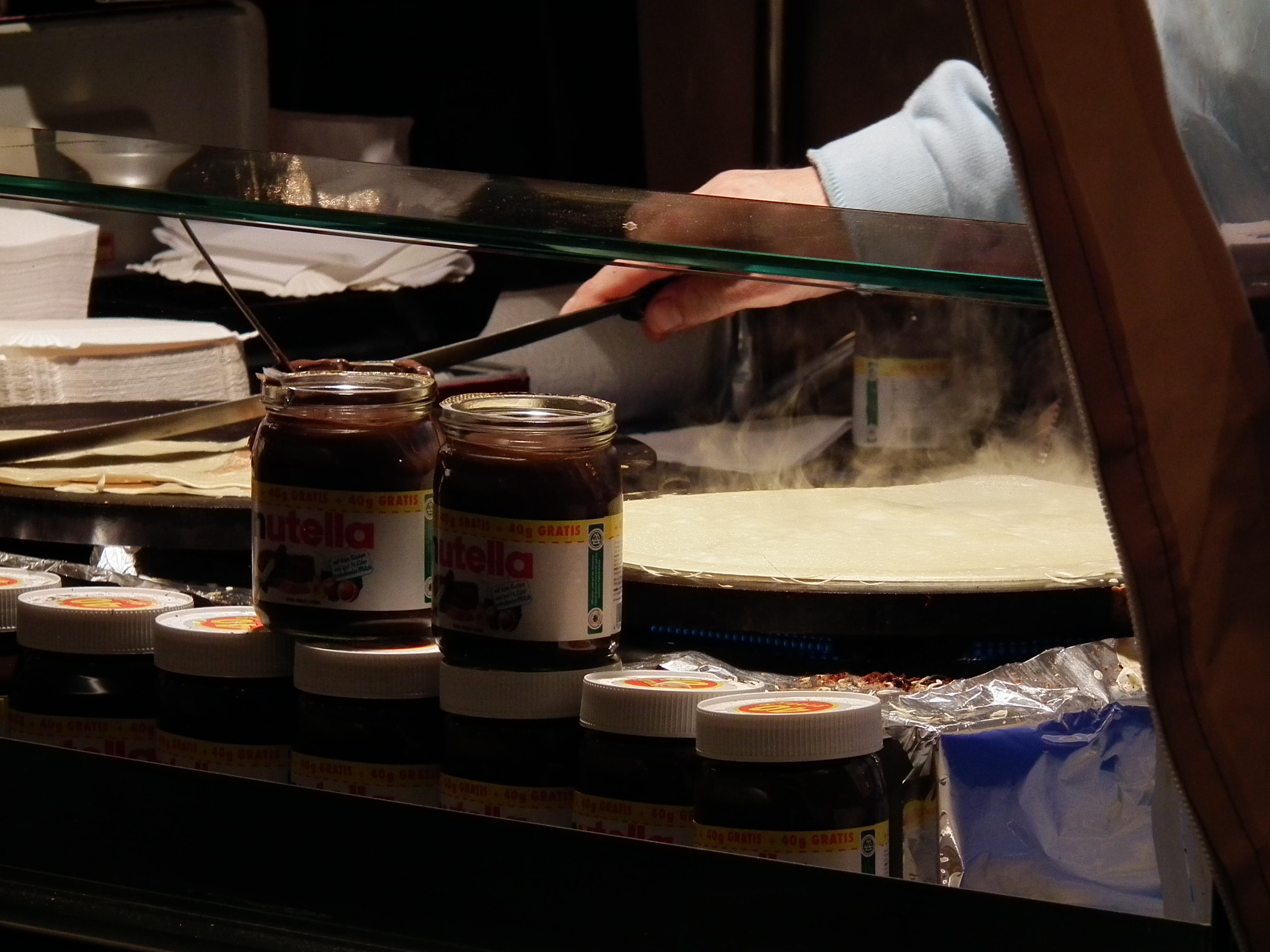
Использование шоколадной пасты в кулинарии.

В Италии на шоколадной пасте специализируется концерн «Ферреро», в Германии — концерн «Швартау». В России пасту производят ЗАО «Арфо», АО «Красный Октябрь». Некоторые российские кондитеры при производстве шоколадно-ореховой пасты отдают предпочтение кедровым орехам.
Шоколадная паста используется не только как одиночное блюдо (намазывается на белый хлеб), но и включается в состав сложных — тортов, пирожных, бисквитов, блинов, мороженого.